# Lupe Fuentes

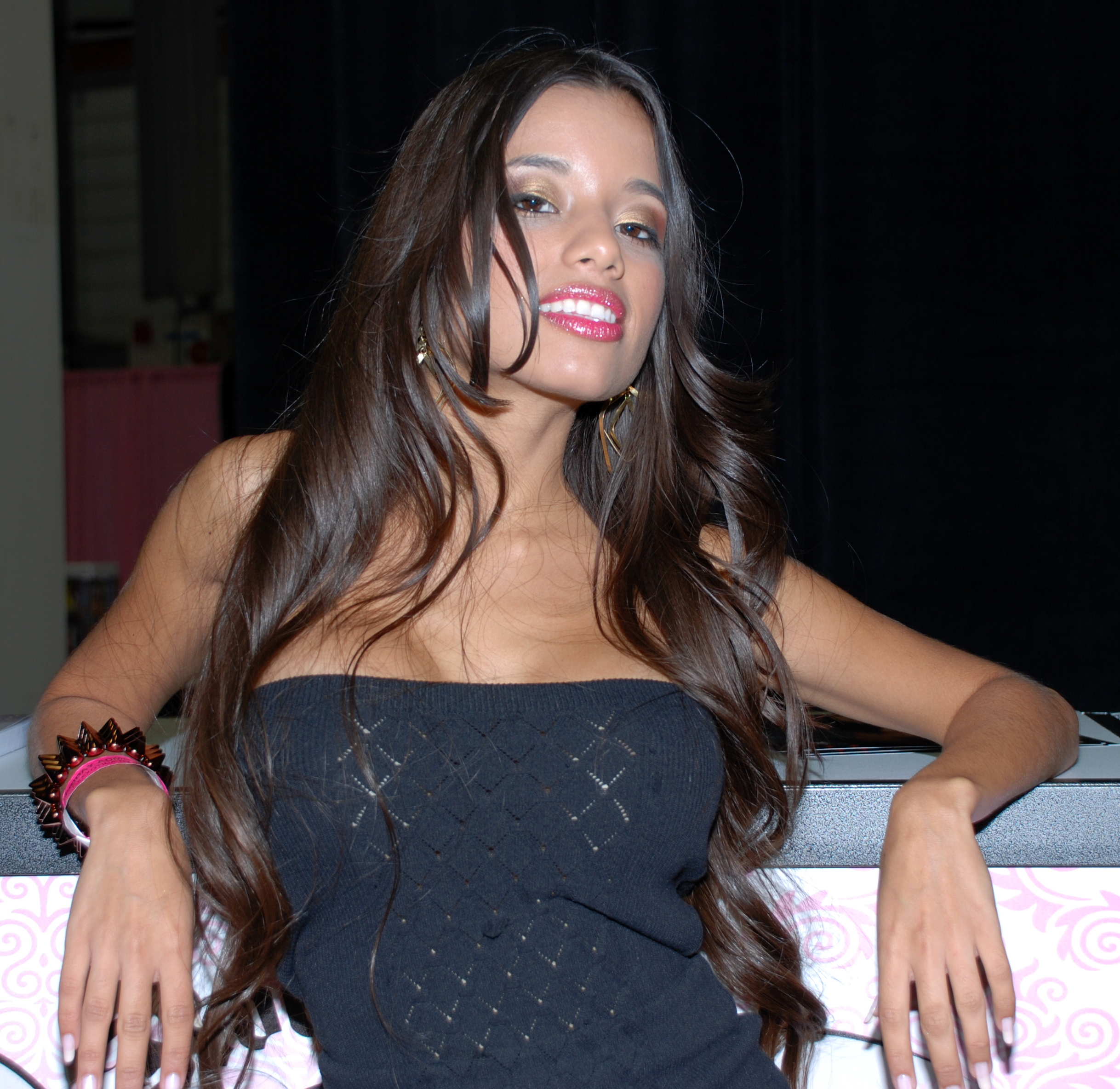
Lupe Fuentes på Exxxotica 2009.

Lupe Fuentes, egentligen Zuleydy Piedrahitas, född 27 januari 1987, är en skådespelare med colombianskt ursprung, inom pornografisk film.

## Karriären i korthet
Piedrahitas uppträdde först som internetmodellen Little Lupe, därefter under artistnamnet Zuleidy tills hon flyttade till USA, då hon ändrade sitt namn till Lupe Fuentes. För sin medverkan i ett flertal porrfilmer har hon vunnit flera pris. Hon har också gjort inhopp i mediavärlden utanför sexindustrin, till exempel i Howard Steen Show och skriver en kolumn för Complex.com.

## Bevisade att hon var 19 år
I augusti 2009 arresterades en man vid Luis Muñoz Maríns internationella flygplats i San Juan, Puerto Rico. Han anklagades för att han i bagage hade två sexvideor med Fuentes. Anklagelsen var innehav av barnpornografi. Då fallet gick till domstol i april 2010 kontaktade mannens försvarsadvokat Fuentes genom hennes MySpace-sida på internet och frågade om hon kunde hjälpa hans klient. Fuentes gjorde detta och flög till Puerto Rico, där hon i den federala rätten intygade och visade dokument på att hon var 19 år vid inspelningstillfället. Åtalet lades därefter ned och mannen slapp straff

## Utmärkelser
- 2006 FICEB Ninfa Prize nominee  – Best New Spanish Actress – Posesión[9]
- 2009 Hot d'Or nominee – Best European Actress – 100 % Zuleidy[10]
- 2010 AVN Award nominee – Best New Web Starlet[11]
- 2010 F.A.M.E. Award – Favorite New Starlet[12]

## Filmografi i urval
| År   | Titel                                                         |
| ---- | ------------------------------------------------------------- |
| 2009 | Lupe Fuentes' Interactive Girlfriend Sexperience (Teravision) |
| 2008 | 100% Zuleidy: Top Anal Teen (Private Media Group)             |
| 2007 | Chloe (Factoría Lapiedra)                                     |
| 2006 | Obsesión (Factoría Lapiedra)                                  |